# Manouba
Manouba o La Manouba o Mannouba (àrab: منوبة, Mannūba) és una ciutat de Tunísia de la rodalia de Tunis (uns 5 km al nord-oest), capital de la governació homònima, dins la qual està situada a l'est. La municipalitat fou creada per un decret de 23 de juliol del 1942 i té una població de 26.666 habitants. És capçalera de la delegació del mateix nom, amb 47.690 habitants segons el cens del 2004.

## Història
La ciutat probablement té origen púnic i, segons la tradició, el seu nom deriva d'una paraula púnica que vol dir ‘mercat agrícola’.
Fou residència d'estiu dels beis de Tunis i, de fet, el Palau del bei és un dels monuments de la ciutat.

## Administració
És el centre de la delegació o mutamadiyya homònima, amb codi geogràfic 14 51 (ISO 3166-2:TN-12), dividida en sis sectors o imades:
- Manouba (14 51 51)
- Manouba Centre (14 51 52)
- Sidi Amor (14 51 53)
- Den-Den (14 51 54)
- Ksar-Said (14 51 55)
- Den-Den Sud (14 51 56)

Al mateix temps, forma una municipalitat o baladiyya (codi geogràfic 14 11).

## Personatges cèlebres
Personatges de la ciutat són la cantant Latifa i la santa Lalla Manoubia.